# ブルームフラワー
ブルームフラワーは、ジャパン・ミュージックエンターテインメントグループのエキサイティング・トリガーに所属していた女性お笑いコンビである。

## プロフィール
- 東京アナウンス学院お笑いタレント科で同級生だった二人により、在学中の2002年5月に結成。2003年8月から活動を開始した。かつてはプロダクションノータイトルに所属していたが、2007年3月にエキサイティング・トリガーに移籍。
- 独特のやる気のない、気を抜いたような感じで演じるネタが特徴。主にショートコントを行う。オチの時のポーズとして立ち位置左のちいが両手を左へ、同じく右のみいが両手を右へフラダンスのような感じで出しながら『ドュービドュパッパッ』と言うものがある。また、『中西工業の歌』（曰く「群馬では世界的に有名な歌」）をステージ上で歌うこともあった。
- ショートコントではTシャツにジーンズという姿が多かった。
- その他に演じるコントは、色々な事象について反対を叫ぶという反対派のコント（2人ともジャージ姿で、ちいが笛とメガホンを持ち、みいが「反対」と書かれたカードを持つ）や、清掃婦に扮したトイレ掃除のコントなどがあり、これらの場合のように設定に合わせた衣装で出演することもあった。
- 連戦姉妹、まぁことの女性芸人同士3組のユニット『連戦まぁブル』としても活動していた。
- 2008年8月末に解散[1]。ブルームフラワーとしての最後の仕事は、同年8月24日に、ちいの地元・群馬県で行われた音楽イベントの司会だった[2]。

## メンバー
- ちい（本名:中野千絵）（1984年3月8日 - ）

群馬県出身。血液型はO型。立ち位置は向かって左。
群馬県立前橋工業高等学校卒業。高校生時代は空手部であり、空手は2段の資格を持っている。
14歳の時に吉本新喜劇のオーディションを受け、最終選考まで残っていたことがあった（この時の合格者はアンナ）。
2009年1月に元フリーサイズのたまこ、元マンゴスティンの山中美代子とトリオ「三等分」を結成。三等分では芸名は「ちーちゃん」となる。2013年11月に三等分脱退。
- みい（本名:足立栄美子）(1984年3月2日 - ）

千葉県出身。立ち位置は向かって右。
妹が居る。
高校生時代は演劇部の部長。
「付き添いのみいです」が主なあいさつ。
2009年5月に、ピン芸人として活動していた、まりか（元・松竹芸能所属）とコンビ「すきっぱマーチ」を結成。2010年3月30日ですきっぱマーチ活動休止、以後は2010年6月29日『下克上ライブ』（しもきた空間リバティ、「足立栄美子」として）、2010年8月5日『ガールズガーデン』（Studio twl、「みぃ」として）などでピンで出演していた。

## 出演

### テレビ
- ザ・ジャッジ! 〜得する法律ファイル（フジテレビ） - 再現VTR出演
- 学校へ行こう!（TBSテレビ） - 足立のみ出演
- らぶドキュ!（テレビ東京） - レギュラー出演
- シブスタ S.B.S.T（テレビ東京）
- インパクト!（フジテレビ　第3回、第12回）
- エンタの天使（日本テレビ　第3回、キャッチコピーは『ポップなフワフワ空気感（エアー）』）
- ブルラボ（無敵テレビ（デジタルテレビ放送局）） - 2007年12月から。自身初の冠番組。
- あらびき団（TBSテレビ　2008年7月2日）
当時同じ事務所に所属していた、笑顔、おねがい、シャバダバとのお笑いコンビ4組8人での『エキトリ合唱団』として出演。

### ラジオ
- Goodyミュージックパラダイス（葛飾FM）

これ以後のちいの出演については、三等分#出演の節も参照。

## 掲載誌
- 週刊大衆（双葉社）2005年12月5日号『ビジュアル系美人芸人30組』